# Charles Bean

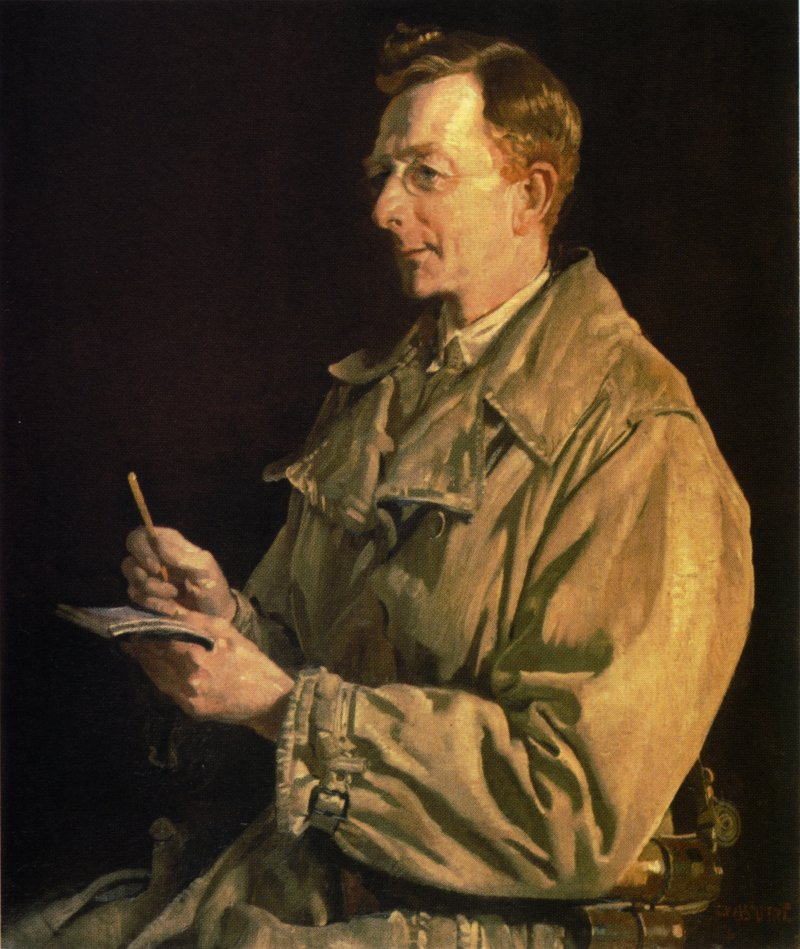
Imagem de Charles Bean.

Charles Edwin Woodrow Bean (18 de novembro de 1879 - 30 de agosto de 1968), normalmente identificado como C. E. W. Bean, é considerado um dos mais ilustres homens de letras e um dos historiadores mais ilustres e influentes da Austrália. Ele foi o correspondente oficial de guerra da Austrália e posteriormente o seu historiador oficial, que escreveu seis volumes e editou os seis restantes dos doze volumes da História Oficial da Austrália na Guerra de 1914-1918. Reconhecido como o fundador do Australian War Memorial (AWM), nenhum outro australiano foi mais influente na definição da forma como a Primeira Guerra Mundial é lembrada e comemorada na Austrália.
Charles Bean era muitas coisas - director escolar, advogado, associado do juiz, jornalista, autor, correspondente de guerra, historiador, poeta, patrono da arte, fundador do Australian War Memorial (AWM), figura chave no desenvolvimento dos arquivos nacionais da Austrália, visionário, reformador social, intelectual público, filósofo moral, conservacionista, e defensor da educação e do planeamento local, especialmente para espaços verdes abertos para o bem-estar e a saúde da comunidade.